# Sagúday
Sagúday (en ilocano: Saguday),  es un municipio filipino de quinta categoría perteneciente a  la provincia de Quirino en la Región Administrativa de Valle del Cagayán, también denominada Región II.
El núcleo urbano se divide en dos barrios: Distrito I, ahora Barangay Magsaysay, sede del Gobierno Municipal, y el Distrito II ahora Barangay Rizal.

## Geografía
Tiene una extensión superficial de 55,50 km² y según el censo del 2007, contaba con una población de 13 479 habitantes y 2555 hogares; 14 596 habitantes el día primero de mayo de 2010

### Barangayes
Sagúday se divide administrativamente en 9 barangayes o barrios, 7 de  carácter rural y solamente dos de carácter  urbano: Magsaysay y Rizal.
| - Dibul - La Paz - Magsaysay (Población) | - Rizal (Población) - Salvación - Santo Tomás | - Tres Reyes - Cárdenas - Gamís |

## Historia
Por iniciativa del congresista Leonardo B. Pérez, el 21 de junio de 1959 fue creado este municipio, entonces perteneciente a la Provincia de Nueva Vizcaya.
Los siete barrios que componen el municipio de Sagúday son los siguientes: La Paz, Sagúday (ahora Rizal y Magsaysay), Salvación, Santo Tomás que se separaron de Diffun, mientras que Dibul, Mangandingay y Tres Reyes lo fueron de  Aglipay.
En los años 1980 y 1981, se crearon dos  barangays adicionales. Cárdenas. y Gamis.
En un principio Sagúday era un barrio de la ciudad de Santiago de Carig en la provincia de  Isabela, pero tras  la disputa de límites con Nueva Vizcaya, Sagúday se convirtió en un barrio regular de Diffun.

### El nombre
El nombre de Sagúday carece de historia o leyenda. Fue propuesto por  José Cárdenas de San José de Nueva Écija,  abuelo del que fuera alcalde Leandro G. Cárdenas, cuando  vino a visitar a sus familiares residentes en lo que hoy es Sagúday. La palabra saguday es un término ilocano referido a una buena persona poseedora de una mente limpia y de un buen corazón.

### Primeros pobladores
Los primeros pobladores de Sagúday fueron Ilocanos de las familias de Corpuz, Cortez, Cabiles, Guzmán y Bacani que procedían de la provincia de Pangasinan, el Pagbilao y familiares Olonan de Ilocos Region, y las familias de Cárdenas, y Tomás de la provincia de Nueva Écija.

### Ayuntamiento
El 16 de agosto de  1959 toma posesión su primer alcalde, Luis C. Lucas, siendo vicealcalde  Nicanor Pagbilao.

## Política
Su Alcalde (Mayor) es Dionicio M. Vicmudo.

## Fiestas locales
- El festival Pagay-Pagay se celebra todos los años entre los días 7 y 8 del mes de  abril.